# Jenaveve Jolie

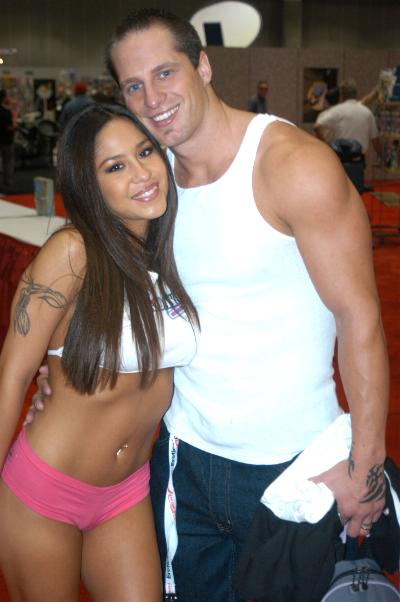
Jolie y Kris Knight en la Convención Erotica L.A., 12 de junio de 2005

Jenaveve Jolie (nacida Olivia Gonzalez Aguilar en San Luis Obispo, California; 4 de junio de 1984) es una actriz pornográfica estadounidense.

## Biografía

### Juventud
Antes de ser una actriz de películas porno, fue al instituto de educación secundaria estudiando terapia física en San Luis Obispo, California. Trabajó como camarera en un restaurante. Posteriormente empezó a bailar en un club de estriptis hasta que recibió una tarjeta de presentación para Jim South, presidente de la compañía World Modelling, que provee de modelos y actrices a la industria pornográfica de Los Ángeles. Sin ser consciente de esto último solicitó una prueba y fue aceptada.

### Carrera como actriz porno
Jenaveve empezó su carrera como actriz porno en 2004, rodando una escena lésbica con Felecia y Ann Marie en Babes Illustrated 14. Desde entonces ha apareciendo en más de 250 películas, incluida la premiada Pirates. En 2006 fue nominada a los Premios AVN como actriz revelación. También ha rodado escenas para Bang Bros o Naughty America.

## Vida personal
Jenaveve está casada con el también actor porno Kris Knight. En un primer momento era el único actor con el que realizaba escenas heterosexuales.

## Filmografía parcial
- 18 and Full of Sin (2004)
- 3 Somes (2004)
- Babes Illustrated 14 (2004)
- Baby Come Back (2004)
- Baby Doll First Timers (2004)
- Body Shock (2004)
- By Invitation Only (2004)
- Chicks and Salsa 1 (2004)
- Contract Star (2004)
- Control 2 (2004)
- Couples Cream Pie (2004)
- Cowgirl Dreams (2004)
- Flawless 2 (2004)
- Forgetting The Girl (2004)
- Goin Deep 3 (2004)
- Hand Job Hunnies 7 (2004)
- Jack's Teen America 1 (2004)
- Jenaveve Jolie (2004)
- Just T and Just A (2004)
- Latina Fever 5 (2004)
- Lil' Latinas 3 (2004)
- Loose Morals: In the Streets (2004)
- Mad Skillz (2004)
- Malibu's Most Latin 1 (2004)
- Maximum Thrust 4 (2004)
- More Dirty Debutantes 278 (2004)
- Mystified 3: The Sorceress (2004)
- No Man's Land Latin Edition 5 (2004)
- North Pole 48 (2004)
- Nurse Naughty Girl (2004)
- Perfect Ten (2004)
- Pool Shark (2004)
- Popstar (2004)
- Pussy Foot'n 10 (2004)
- Pussy Foot'n 11 (2004)
- Pussyman's Decadent Divas 25 (2004)
- Real Sex Magazine 61 (2004)
- Sizzling Hot Tamales 1 (2004)
- Tasty Teens (2004)
- Tits Ahoy 1 (2004)
- Valley Girls 2 (2004)
- Virgin Surgeon 3 (2004)
- Welcome to the Valley 4 (2004)
- Young Girls' Fantasies 8 (2004)
- Young Latin Girls 11 (2004)
- 12 Nasty Girls Masturbating 2 (2005)
- 2 Fast for Love (2005)
- 20 Pages and Hot Chicks (2005)
- About Face 2 (2005)
- Big Mouthfuls 7 (2005)
- Blow Me 2 (2005)
- Blow Me Sandwich 7 (2005)
- Bodies in Motion (2005)
- Busty Latin Bombshells (2005)
- Caliente (2005)
- Camera Girl's POV (2005)
- Cherry Bustin' 3 (2005)
- Chicas Calientes (2005)
- Chloroformed Without Clothes (2005)
- Chulitas Frescas (2005)
- Coed Cock Hunt 1 (2005)
- Corrupted (2005)
- Cum Catchers 2 (2005)
- Cumstains 6 (2005)
- Dark Desires (2005)
- Double Decker Sandwich 6 (2005)
- Drink His Cum From My Pussy (2005)
- Ethnic City (2005)
- Exotically Erotic (2005)
- Fem Sonata (2005)
- Gagged and Bound Nudes (2005)
- Girly Thoughts 2 (2005)
- High Heeled House Calls (2005)
- HotSex.com (2005)
- I Love 'em Latin 2 (2005)
- In Your Face 1 (2005)
- Internal Revenues (2005)
- Jack's Playground 22 (2005)
- Jack's Playground 23 (2005)
- Jack's Playground 30 (2005)
- Jack's Teen America 12 (2005)
- Latin Adultery 1 (2005)
- Latin Ass Factor 1 (2005)
- Latina Cum Queens 1 (2005)
- Lick Between the Lines 1 (2005)
- Lusting for Latinas (2005)
- Lusty Latinas (2005)
- Man's Best Friend (2005)
- Many Shades of Mayhem 2 (2005)
- Meet The Fuckers 1 (2005)
- Mr. Pete Is Unleashed 4 (2005)
- My Hero (2005)
- Outcall Confessions 2 (2005)
- Perfect Pairs (2005)
- Pirates (2005)
- Pleasure 2 (2005)
- Porking With Pride 3 (2005)
- Porn Fidelity 2 (2005)
- Porn Star Station 4 (2005)
- Posh Kitten (2005)
- Rock Hard 2 (2005)
- Rub My Muff 4 (2005)
- She's Got Mad Skillz (2005)
- Sinfully Sexy (2005)
- Sold (2005)
- Spring Chickens 14 (2005)
- Spunk'd (2005)
- Spunk'd 2 (2005)
- Squirting 101 9 (2005)
- Stick Your Ass Up (2005)
- Strap-On Divas (2005)
- Strap-On Toyz (2005)
- Stripper School Orgy (2005)
- Sweet Cream Pies 1 (2005)
- Teen Handjobs 1 (2005)
- Three's Cumpany (2005)
- Tight and Round (2005)
- Tiny Chicks Sure Can Fuck 1 (2005)
- Up in the Club: Las Vegas (2005)
- Watch Me Cum 1 (2005)
- Wet Dreams Cum True 4 (2005)
- Wet Dreamz 2 (2005)
- Whores Don't Wear Panties 2 (2005)
- Women On Top Of Men 1 (2005)
- Young Harlots: In London (2005)
- 18 Legal And Latin 3 (2006)
- 2 on 1 23 (2006)
- 2wice As Nice (2006)
- Afterhours: Eva Lopez (2006)
- Are You a Buttman (2006)
- Ass Parade 6 (2006)
- Ball Honeys 4 (2006)
- Bang My Bride (2006)
- Big Sausage Pizza 8 (2006)
- Big Titty Woman 3 (2006)
- Blow Me 6 (2006)
- Blown Away 1: Asian vs. Latin (2006)
- Bodies in Heat (2006)
- Britney Rears 2: I Wanna Get Laid (2006)
- Chasey's Lipstick Lesbians (2006)
- Chol Ho's 2 (2006)
- Clique (2006)
- Control 3 (2006)
- Cum Beggars 4 (2006)
- Cum on My Latin Tongue 2 (2006)
- Cumstains 7 (2006)
- Decades (2006)
- Double D Babes 1 (2006)
- Elite 1 (2006)
- Face Invaders 1 (2006)
- Frank Wank POV 7 (2006)
- Fuck (2006)
- Fuck Fest: South Beach Style (2006)
- Full Service 3 (2006)
- Gag on This 9 (2006)
- Ghouls Gone Wild (2006)
- Girlvana 2 (2006)
- Grudge Fuck 7 (2006)
- Gunned Down (2006)
- Hand to Mouth 3 (2006)
- Head Case 1 (2006)
- Heidi Spice 2 (2006)
- Hot Sauce 2 (2006)
- House Sitter (2006)
- Housewife Bangers 5 (2006)
- I Lost My Cock In Hillary Scott (2006)
- Insexts (2006)
- Jenaveve Jolie's Stocking Tease (2006)
- Latin Adultery 3 (2006)
- Latin Hellcats 2 (2006)
- Latin Obsession 2 (2006)
- Latin Sinsations (2006)
- Latina Crack Attack (2006)
- Lesbian Training 5 (2006)
- Lewd Conduct 26 (2006)
- Lip Lock My Cock 1 (2006)
- Lippstixxx And Dippstixxx (2006)
- Little Miss Innocence (2006)
- Lord of the Squirt 2 (2006)
- Meet the Twins 1 (2006)
- Mobster's Ball 1 (2006)
- Muff 2 (2006)
- My Evil Twin (2006)
- Nantucket Housewives (2006)
- Neighbor Affair 2 (2006)
- No Man's Land Latin Edition 8 (2006)
- Off The Rack 5 (2006)
- Open Set (2006)
- Perverted POV 10 (2006)
- Peter North's POV 11 (2006)
- Plan Will Work If She's Bound and Gagged (2006)
- Pole Position POV 2 (2006)
- Ronnie James POV Pussy (2006)
- Rub My Muff 8 (2006)
- Sex Objects (2006)
- Sex On The Beach (2006)
- Share the Load 4 (2006)
- Sick Girls Need Sick Boys 2 (2006)
- Slumber Party Confessions (2006)
- Soloerotica 7 (2006)
- Soul Mate Sex Stories (2006)
- Squirting Nurses (2006)
- Strangers When We Meet (2006)
- Swallow Myne (2006)
- Teen Fetish 2 (2006)
- Tight Latin Ho's (2006)
- Tits Ahoy 3 (2006)
- Tug Jobs 7 (2006)
- Vulvapalooza (2006)
- Women Seeking Women 29 (2006)
- Young Tight Latinas 11 (2006)
- Your Ass is Mine 2 (2006)
- 18 Legal And Latin 5 (2007)
- 2 Hot 2 Handle (2007)
- 3 Blowin Me 1 (2007)
- A Capella (2007)
- Addicted to Niko (2007)
- All Alone 1 (2007)
- Around The World In Seven Days (2007)
- Ass Parade 11 (2007)
- Big City Nights (2007)
- Blow Me 12 (2007)
- Bondage Is Bad for Business (2007)
- Brat School (2007)
- Cheatin' Chicas (2007)
- Chin Knockers 3 (2007)
- Chulas (2007)
- Climactic Tales (2007)
- Cocktail Hour (2007)
- Control 5 (2007)
- Creamery (2007)
- Crescendo 2012 (2007)
- Cum Drinkers 3 (2007)
- Dark Side of Marco Banderas 2 (2007)
- Domination (2007)
- Double Up (2007)
- Erotic Femdom Fantasies 2 (2007)
- Facade (2007)
- Finger Fun 2 (2007)
- Flesh Hunter 10 (2007)
- Go Fuck Myself 1 (2007)
- Houseboat (2007)
- Housewife 1 on 1 7 (2007)
- Hustler Hardcore Vault 7 (2007)
- It's Too Big 1 (2007)
- Jenna Goes Solo (2007)
- Just Between Us (2007)
- Latin Mayhem (2007)
- Latina Flavor 2 (2007)
- Lesbians Gone Wild (2007)
- Mouth 2 Mouth 9 (2007)
- Muy Caliente 2 (2007)
- My Sister's Hot Friend 7 (2007)
- My Space 1 (2007)
- Nina Hartley's Guide to Stripping for Your Partner (2007)
- Pantyhose Whores 1 (2007)
- Potty Mouth (2007)
- Predator 1 (2007)
- Punk Rock Pussy (2007)
- Pussy Foot'n 20 (2007)
- Pussy Lickin Lesbians (2007)
- Pussy Meltdown (2007)
- Ruthless Restraint for Costume Captives (2007)
- Screw My Husband Please 7 (2007)
- Sexual Sensations (2007)
- Share My Cock 7 (2007)
- Starlet Hardcore 1 (2007)
- Super Shots: Ass Fuckers 3 (2007)
- Tag Team Tryouts (2007)
- Too Hot to Handle (2007)
- V Word (2007)
- World Cups (2007)
- Young Latin Ass 3 (2007)
- All Holes No Poles 3 (2008)
- Anally Yours... Love, Jada Fire (2008)
- Babes Illustrated 18 (2008)
- Big Rack Attack 5 (2008)
- Big Tits at School 4 (2008)
- Big Tits at Work 4 (2008)
- Big Tits Boss 3 (2008)
- Blow Job Babes from the 310 2 (2008)
- Blowjob Ninjas 4 (2008)
- Border Patrol (2008)
- Bound (2008)
- Brea vs. Roxy (2008)
- Busted 2 (2008)
- Chica Freaks (2008)
- Chop Shop Chicas (2008)
- Cream Pie Cafe (2008)
- Cum Buckets 8 (2008)
- Cum On In 5 (2008)
- Curvy Girls 1 (2008)
- Curvy Girls 2 (2008)
- Dating 101 (2008)
- Fallen (2008)
- Gag Me Then Fuck Me 4 (2008)
- Girl And Her Toys (2008)
- Girlicious (2008)
- Girls Will Be Girls 4 (2008)
- Hillary Scott's Dirty Brazilian Vacation (2008)
- Internal Cumbustion 14 (2008)
- Internal Injections 4 (2008)
- It's a Secretary Thing 1 (2008)
- Latin Adultery 6 (2008)
- Meds in Bed (2008)
- Mr. Big Dicks Hot Chicks 3 (2008)
- Muy Caliente 5 (2008)
- My Evil Sluts 3 (2008)
- Naughty Athletics 4 (2008)
- Naughty Athletics 5 (2008)
- Need For Seed 3 (2008)
- Orgy In The 310 (2008)
- Pass It On (2008)
- Pornstars Like It Big 4 (2008)
- Run for the Border 4 (2008)
- Sexy Bitch (2008)
- Simple Fucks 3 (2008)
- Some Like It Hard 2 (2008)
- Strap-On Sally 23 (2008)
- Swap Meat (2008)
- Tease Before The Please 3 (2008)
- Teen Sinsation (2008)
- Ten Ton Tits 1 (2008)
- Tennis Ballin' RXF (2008)
- Tug Jobs 14 (2008)
- Blown Away 1 (2009)
- Bouncy (2009)
- Can He Score 1 (2009)
- Cock Tease 2 (2009)
- Cover Girls Wrapped in Plastic (2009)
- Cumstains 10 (2009)
- Cyber Sluts 9 (2009)
- Doctor Adventures.com 4 (2009)
- Doll House 5 (2009)
- Everybody Loves Lucy (2009)
- Femdom Ass Worship 2 (2009)
- Games of Love (2009)
- Glamour Girls 1 (2009)
- Hedonistic Lust (2009)
- I Have a Wife 5 (2009)
- Intimate Touch 2 (2009)
- Just Tease 1 (2009)
- Latinistas 1 (2009)
- Lex Steele XXX 12: All Latin Edition (2009)
- My Dirty Angels 16 (2009)
- Perverted POV 11 (2009)
- Queens of Pee (2009)
- Real Wife Stories 3 (2009)
- Reinvented (2009)
- Risque Moments (2009)
- Self Service 1 (2009)
- Sport Fucking 5 (2009)
- Sticky Sweet 2 (2009)
- Swimsuit Calendar Girls 3 (2009)
- Tape Bound 6 (2009)
- Tori's Dream: Gia's Nightmare (2009)
- Twilight Of Virginity (2009)
- Young Latin Ass Allstars (2009)
- America's Next Top Body (2010)
- Baby Got Boobs 4 (2010)
- Bad Girls 3 (2010)
- Busty Ones (2010)
- CosWorld 2 (2010)
- Dangerous Curves (2010)
- For Her Tongue Only (2010)
- Girl Trouble (2010)
- Jenaveve vs. Miko: Bondage Rivalry (2010)
- King Dong 4 (2010)
- Latina Extreme (2010)
- Phuck Girl 5 (2010)
- Pornstars Like It Big 10 (2010)
- Salsa Super Sluts 5 (2010)
- Self Service Sex 1 (2010)
- She's Ticklish Everywhere (2010)
- Tales From The Gloryhole (2010)
- Top Heavy Homewreckers (2010)
- Tunnel Butts 4 (2010)
- Victoria's Dirty Secret (2010)
- All Dongs Go To Heaven (2011)
- Ass Parade 30 (2011)
- Best of Facesitting 12 (2011)
- Big Tits at School 12 (2011)
- Big Tits in Sports 8 (2011)
- Big Tits in Uniform 4 (2011)
- Club Lil Jon (2011)
- Lex The Impaler 6 (2011)
- Oiled Up 1 (2011)
- Riley Steele: Lights Out (2011)
- Sweet Tits (2011)
- Bad Ass Barrio Babes (2012)
- Barrio Bitches (2012)
- Doctor Adventures.com 12 (2012)
- Filthy Interracial (2012)
- Fuck Me Black 2 (2012)
- Internal Obsessions 2 (2012)
- Lesbian Fantasies 5 (2012)
- Social Network Sluts 2 (2012)
- 25 Sexiest Latin Porn Stars Ever (2013)
- Baby Got Boobs 11 (2013)
- MILF Lesbian Orgy (2013)
- We're Young and Love to Lick Pussy (2013)